# María Santísima de la Esperanza de Vegueta
María Santísima de la Esperanza de Vegueta es una imagen de la Virgen María que se venera en la parroquia de Santo Domingo de Guzmán en Las Palmas de Gran Canaria, Gran Canaria, España. Fue la primera imagen que la Real e Ilustre Hermandad y Cofradía de Nazarenos de Nuestro Padre Jesús de la Salud y María Santísima de la Esperanza de Vegueta, puso al culto.

## Historia
Fue ejecutada en Santa María de Guía en el año 1892 y estrenada en la Semana Santa de Las Palmas de Gran Canaria del mismo año. Posiblemente, Arsenio de las Casas en esta fecha recibiera el encargo de la obra de la Virgen de las Misericordias, advocación por la cual se conocía a la Virgen de la Esperanza. Dicha advocación, ya existía en la parroquia aun siendo templo conventual desde 1804, en el que Tomás Antonio trajo la antigua imagen de Sevilla y la colocó en el altar del Cristo a la Columna. Aún en el inventario de la desamortización de Mendizabal (1836). La talla sigue existiendo. A lo largo de 88 años esta obra fue deteriorándose y Arsenio de las Casas, la restaurara bastante en profundidad.
Esta imagen, estuvo fuera de culto hacía bastantes años, antiguamente salía los Martes Santo acompañando al Santísimo Cristo del Granizo, en la antigua Semana Santa de la ciudad de Las Palmas de Gran Canaria, bajo la advocación de Nuestra Señora de Las Misericordias. Salió de las manos del escultor don Arsenio de las Casas Martín, natural de la isla de La Palma.Con los permisos pertinentes, la cofradía encarga la reparación de la encarnadura de la cara de la imagen de María al escultor sevillano José Paz Vélez, residente en esta ciudad, y por esas fechas mayordomo de la cofradía. El citado escultor alumno del taller de uno de los más afamados imagineros de todos los tiempos Antonio Castillo Lastrucci, y autor desde su juventud de innumerables obras en la imaginería andaluza y de otros muchos lugares de nuestra geografía e inclusive del extranjero. 
Hace su estación de penitencia en la tarde del Domingo de Ramos en la Catedral de Canarias junto con la imagen de Nuestro Padre Jesús de la Salud obra de José Paz Vélez.

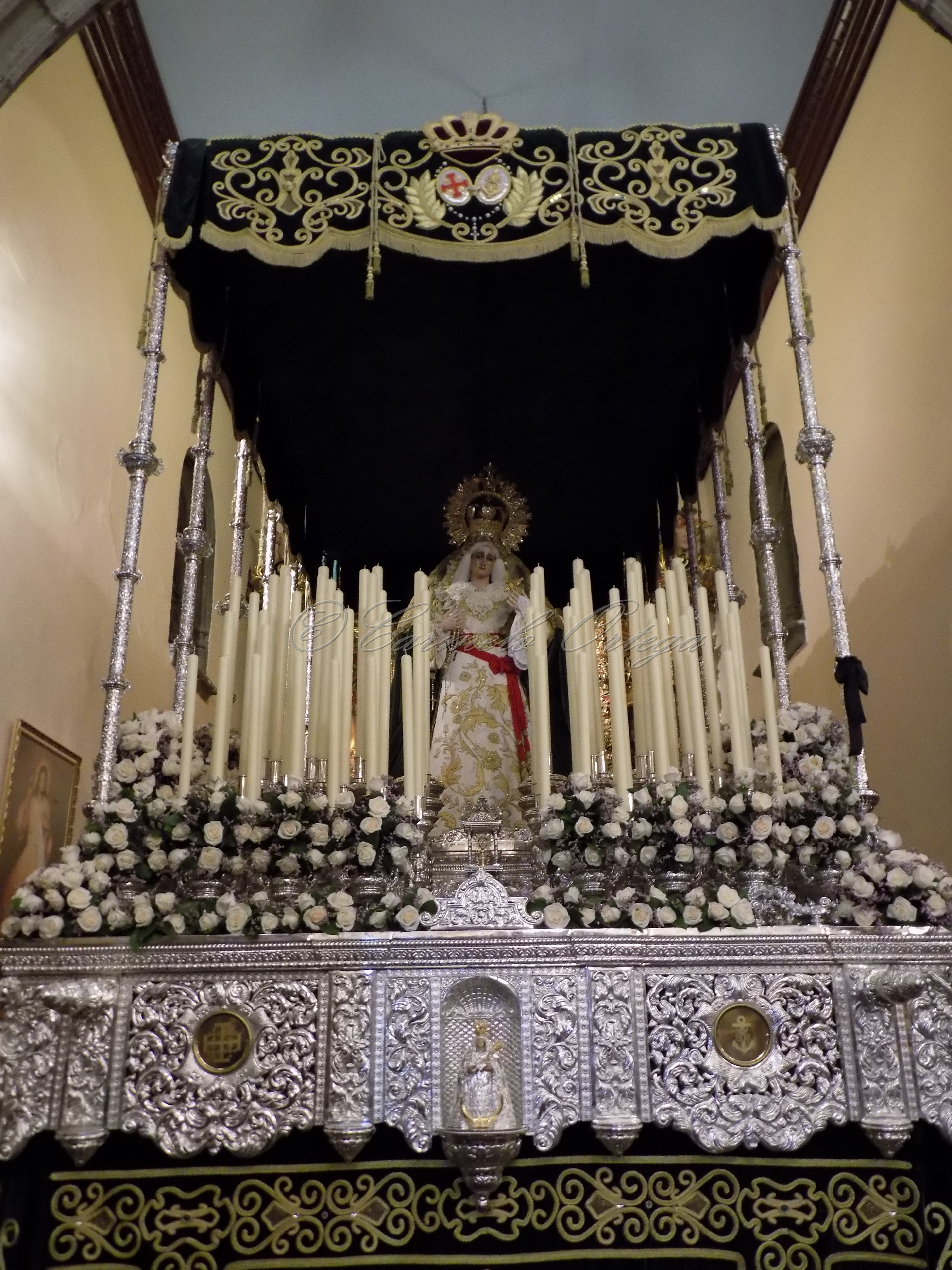
La Esperanza de Vegueta preparada en su Paso de Palio para salir. Año 2017

Esta cofradía, se encuentra hermanada con la Real Cofradía de Nuestro Padre Jesús Cautivo y María Santísima de la Esperanza Macarena, sita en Santa Cruz de Tenerife. Esto se debe a que ambas corporaciones representan las hermandades de corte sevillano más importantes de ambas capitales canarias.

## Ajuar de la Virgen

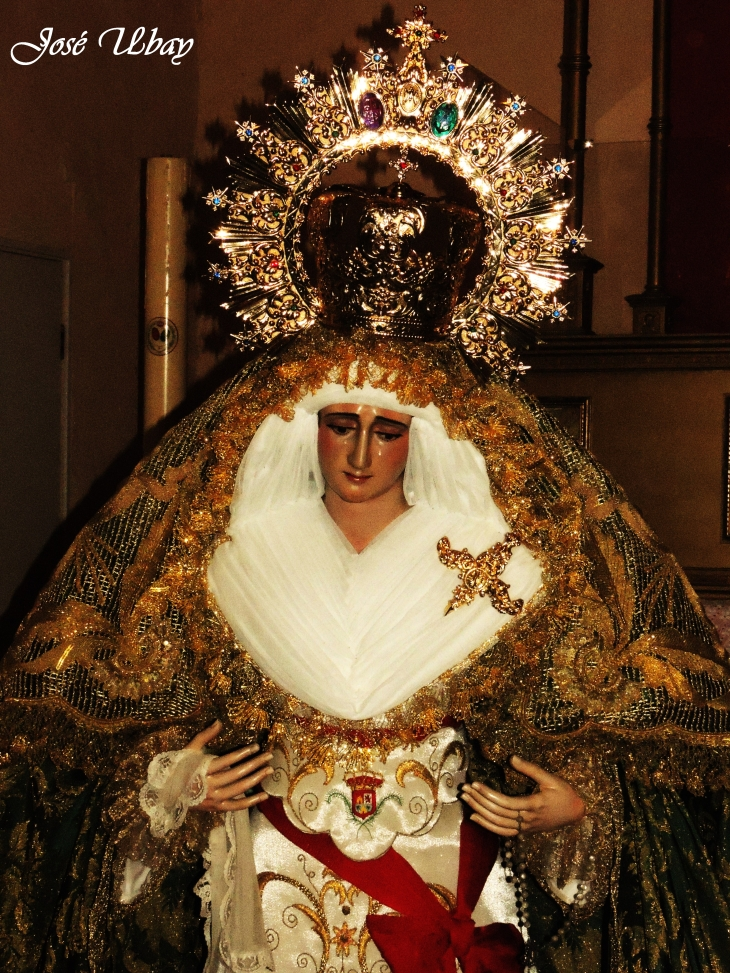
María Santísima de la Esperanza de Vegueta en el traslado a su paso. Año 2013.

Este atuendo forma parte del vestuario de la imagen de la Esperanza de Vegueta para su salida procesional y para los días solemnes, como el día de su onomástica el 18 de diciembre, se coloca en la cabeza y sobre el manto de la Virgen, bordada en oro fino en los talleres de Francisco Herrera de Teror el año 1991 y donada por un grupo de cofrades de la hermandad.
Nuestra Señora de la Esperanza posee tres sayas que las luce para sus salidas procesionales y para las grandes solemnidades de la hermandad teniendo otras para su capilla. Uno de sus trajes está confeccionado en seda, raso y terciopelo blanco, y se estrenó el 18 de diciembre de 1980.Las que porta en la salida procesional son tres (que va alternando), una sobre moaré blanco y aplicaciones de tisú, confeccionada y donada por Francisco Herrera, en el año 1983 estrena una segunda sobre moaré tostado en aplicaciones de tisú, realizada por Ramón Fco. Fernández-Caro y donada por él y otra hermana cofrade en el año 1997 y un años después estrena una saya de aplicación de tisú sobre tisú de plata realizada en el taller sevillano de Francisco García y Poo y donada por los costaleros del Cristo de la Salud.

## Vía crucis de la Misericordia
Con motivo del Jubileo de la Misericordia convocado por el papa Francisco, la parroquia de santo Domingo de Guzmán celebró el viernes, 12 de febrero de 2016 un vía crucis que presidieron de forma extraordinaria las imágenes de Nuestro Padre Jesús de la Salud y María Santísima de la Esperanza de Vegueta recorriendo las calles aledañas a la parroquia dominica.

## 125 Aniversario de la realización de la Sagrada Imagen

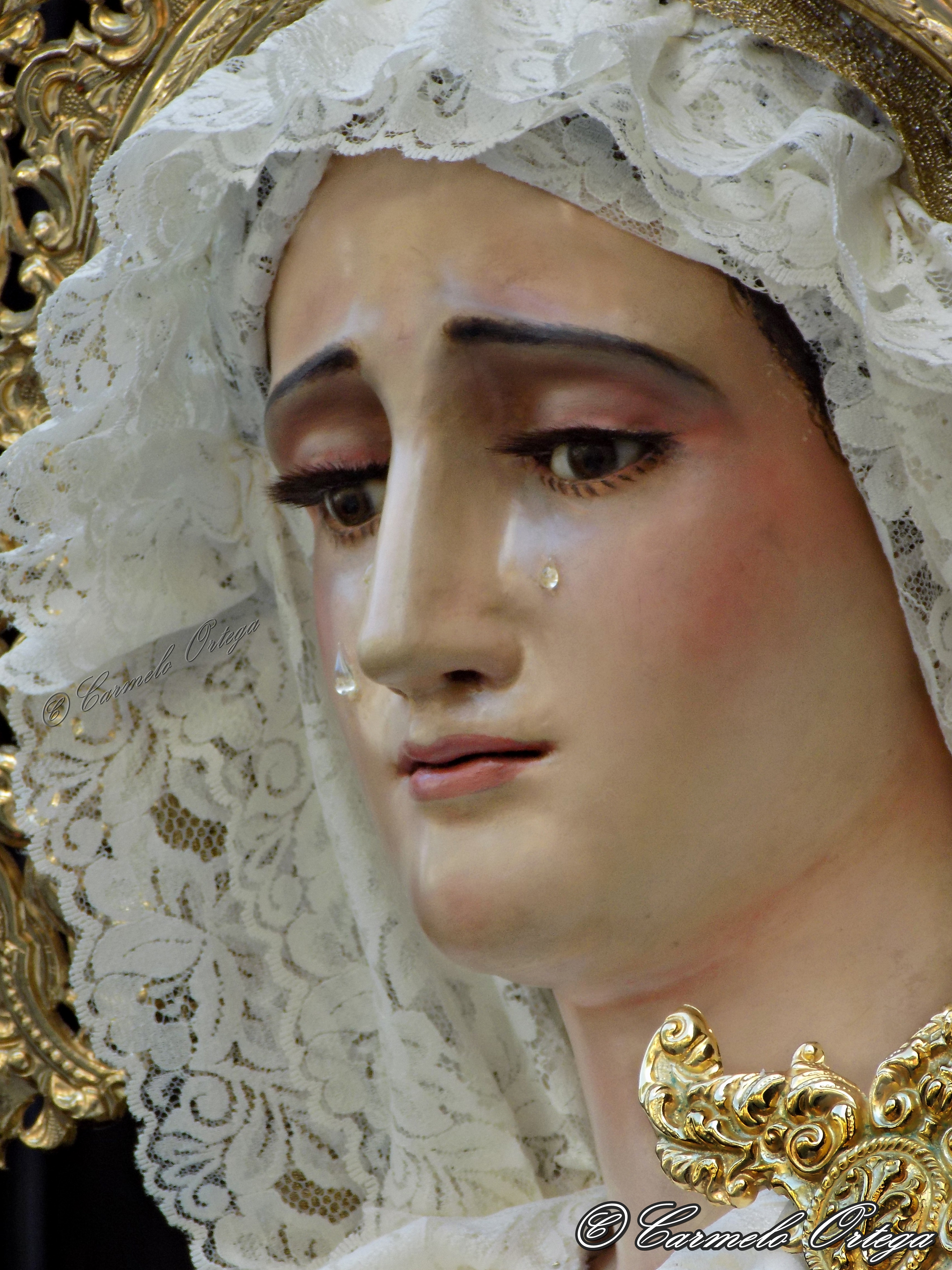
Ntra. Sra. salió al pórtico de la Parroquia en la Jornada Mundial de los Pobres (19/11/17).

Durante el año 2017 se conmemoró el aniversario de la realización de la Imagen por el imaginero Arsenio de las Casas. Por este motivo se celebró tal aniversario con una programación de actos, entre los que destacaron un Quinario desde el día 11 hasta el día 15 de diciembre, un Solemne Rosario Vespertino con la Imagen por las calles del Barrio de Vegueta el día 16 de diciembre, y la tradicional Santa Misa y besamano el día 18 de diciembre, presidida por D. Francisco Cases Andreu. Además de las Jornadas 125 Años de Esperanza: Cultura, Historia y Espiritualidad, por el ISTIC